# بذلة الضغط

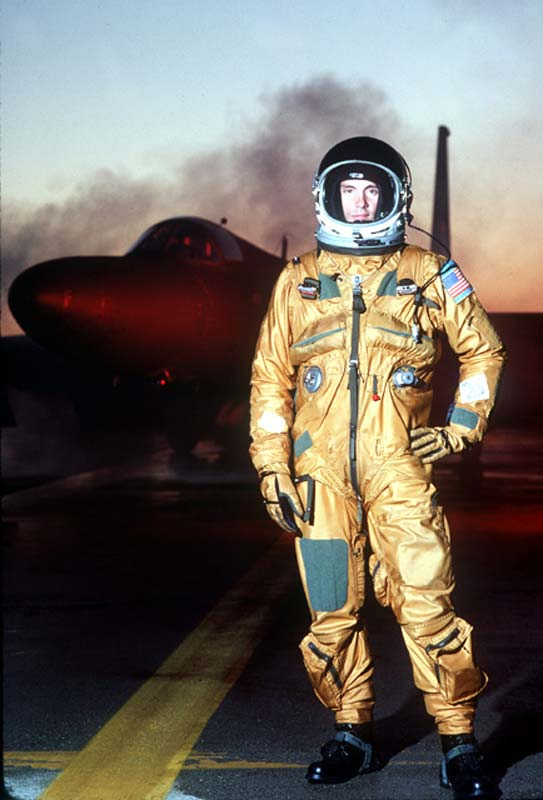
بذلة الطيار في طائرة لوكهيد يو-2

بذلة الضغط (بالإنجليزية: Pressure suit)‏ هي بذلة وقائية يرتديها الطيارون الذين يطيرون على ارتفاعات عالية حيث يكون فيها الضغط الجوي منخفضا جدا. مثل هذه البذلات قد تكون كاملة الضغط (مثل بذلة الفضاء) أو جزئية الضغط (مثل تلك التي يستعملها الطاقم الجوي). تعمل البذلات الجزئية الضغط على توفير آلية مكافحة للضعط حتى تساعد الطيار على التنفس في ارتفاعات عالية.